# Idiopidae
Idiopidae (лат.) — семейство мигаломорфных пауков (Mygalomorphae). Около 275 видов.

## Распространение
Повсеместно в тропиках: Неотропика, Афротропика, Мадагаскар, Ориентальная область и Австралия, Океания.

## Описание
Строят ловчие норки. Имеют крупное тело, сходное с тарантулами. Самцы некоторых видов имеют шпоры на ногах, которые они демонстрируют при опасности.
В ископаемом состоянии неизвестны.

## Систематика
22 современных рода и около 275 видов
- Arbanitinae Simon, 1903

- Aganippini

- Aganippe O. P-Cambridge, 1877 — Австралия
- Anidiops Pocock, 1897 — Австралия
- Gaius Rainbow, 1914 — Австралия
- Eucyrtops Pocock, 1897 — Австралия
- Idiosoma Ausserer, 1871 — Австралия

- Arbanitini

- Arbanitis L. Koch, 1874 — Австралия
- Blakistonia Hogg, 1902 — Австралия
- Cantuaria Hogg, 1902 — Новая Зеландия
- Cataxia Rainbow, 1914 — Австралия
- Euoplos Rainbow, 1914 — Австралия
- Misgolas Karsch, 1878 — Австралия

- Genysinae Simon, 1903

- Genysa Simon, 1889 — Мадагаскар
- Hiboka Fage, 1922 — Мадагаскар
- Neocteniza Pocock, 1895 — Неотропика
- Scalidognathus Karsch, 1891 — Индия, Шри-Ланка, Сейшельские острова

- Idiopinae Simon, 1892

- Ctenolophus Purcell, 1904 — Южная Африка
- Galeosoma Purcell, 1903 — Южная Африка
- Gorgyrella Purcell, 1902 — Южная Африка
- Heligmomerus Simon, 1892 — Африка, Индич, Шри-Ланка
- Idiops Perty, 1833 — Южная Америка, Африка, южная Азия, Ближний Восток
- Segregara Tucker, 1917 — Южная Африка
- Titanidiops Simon, 1903 — Африка

- incertae sedis

- Prothemenops Schwendinger, 1991 — Таиланд

- Prothemenops siamensis Schwendinger, 1991